# Milan Hnilička
Milan Hnilička (Litoměřice, 25 giugno 1973) è un ex hockeista su ghiaccio ceco.
Ha vinto due medaglie olimpiche con la nazionale maschile ceca nell'hockey su ghiaccio: una d'oro alle Olimpiadi invernali di Nagano 1998 e una di bronzo alle Olimpiadi invernali di Torino 2006.
Ha partecipato anche alle Olimpiadi invernali 1992.
In NHL ha indossato le casacche di New York Rangers, Atlanta Thrashers e Los Angeles Kings.
Si è ritirato nel 2010.